# New Hollywood
New Hollywood, også omtalt som American New Wave eller sommetider kalder Hollywood Renaissance (på dansk: Hollywood Renæssancen), refererer til en bevægelse i den amerikanske filmindustri fra midten af 1960erne til de tidlige 1980ere, hvor en ny generation af unge filmskabere blev fremtrædende i USA. De påvirkede typen af film, der blev produceret, deres produktion og markedsføring, og måden de store filmstudier tilgik filmproduktion. I New Hollywood film påtog filminstruktøren i stedet for studiet sig en ledende auteurisk rolle. Definitionen af New Hollywood varierer afhængigt af forfatteren; nogle beskriver det som en bevægelse og andre som en periode. Periodens længde er også genstand for debat såvel som integriteten af det, da nogle forfattere, såsom Thomas Schalz, argumenterer at New Hollywood består af adskillige forskellige bevægelser. Filmene i denne bevægelse er stilistisk karakteriseret ved, at deres fortælling ofte er hårdt afvigende fra de klassiske normer. Efter studiesystemets bortgang og fjernsynets indtog, blev filmens kommercielle succes formindsket.
Succesfulde film fra den tidligere New Hollywood periode omfatter Bonnie and Clyde, The Graduate, Night of the Living Dead, The Wild Bunch, og Easy Rider, imens film der mislykkedes målt på billetindtægter, herunder Heaven's Gate og One from the Heart, markerede slutningen på æraen.